# Andraž Jež
Andraž Jež, slovenski literarni zgodovinar, * 15. julij 1985, Ljubljana. 
Docent na Filozofski fakulteti Univerze v Ljubljani in znanstveni sodelavec na Inštitutu za slovensko literaturo in literarne vede ZRC SAZU.

## Življenje in delo
Andraž Jež se je rodil v Ljubljani, a je otroštvo preživel v Izoli. V Kopru je obiskoval umetniško gimnazijo (likovna smer), nato pa na ljubljanski Filozofski fakulteti študiral slovenistiko in primerjalno književnost. Dodiplomski študij je končal leta 2011 z diplomskima nalogama Amerikanizacija revije Literatura pod mentorstvom Marka Juvana in Primerjalna analiza književnosti in komponirane glasbe 20. stoletja na primeru avantgard in modernizma pod mentorstvom Janeza Vrečka. 
Leta 2011 je postal mladi raziskovalec na Inštitutu za slovensko literaturo in literarne vede ZRC SAZU, kjer je raziskoval slovensko književnost predmarčne dobe, teorijo ideologije in teorije nacionalizmov ter povezave med glasbo in književnostjo. Leta 2015 je doktoriral na Podiplomski šoli ZRC SAZU s tezo Stanko Vraz v precepu identitet 19. stoletja pod mentorstvom Marijana Dovića in na inštitutu pridobil naziv znanstveni sodelavec. Objavljal je v revijah Jezik in slovstvo, Literatura, Pogledi, Primerjalna književnost, Slavica litteraria in Slavistična revija. Ukvarja se tudi s teorijo sodobne komponirane glasbe in umetnosti ter s filozofijo. 
Na Oddelku za slovenistiko Filozofske fakultete Univerze v Ljubljani se je leta 2017 zaposlil kot asistent, od leta 2020 pa ima naziv docenta. Za pridobitev naziva je 14. aprila 2020 predaval na temo Stanko Vraz in Jovan Vesel Koseski v prešernoslovju: komplementarna antikanonizacija. Polovično je zaposlen na Inštitutu za slovensko literaturo in literarne vede ZRC SAZU ter na Filozofski fakulteti Univerze v Ljubljani.